# مارك مولدر
مارك مولدر (بالإنجليزية: Mark Mulder)‏ (و. 1977  م) هو لاعب كرة قاعدة، من الولايات المتحدة، ولد في ساوث هولاند، يلعب كمرسل الكرة ‏.

## التعليم
تعلم في جامعة ولاية ميشيغان.

## روابط خارجية
- مارك مولدر على موقع دوري كرة القاعدة الرئيسي (الإنجليزية)
- مارك مولدر على موقعبيزبول رفرنس.كوم (الدوري الرئيسي) (الإنجليزية)
- مارك مولدر على موقعبيزبول رفرنس.كوم (الدوري الثانوي) (الإنجليزية)
- مارك مولدر على موقع إي إس بي إن.كوم (أم.أل.بي) (الإنجليزية)
- مارك مولدر على موقع مشجعي الرسوم البيانية (الإنجليزية)